# Rio do Peixe (vattendrag i Brasilien, Santa Catarina, lat -27,45, long -51,90)
Rio do Peixe är ett vattendrag i Brasilien.   Det ligger i delstaten Santa Catarina, i den södra delen av landet, 1 400 km söder om huvudstaden Brasília.
I omgivningen kring Rio do Peixe växer huvudsakligen savannskog. Området är  ganska glesbefolkat, med 34 invånare per kvadratkilometer.